# Prokrust
1. Prokrust (grško Προκρούστης, Prokroústēs; angleško strecher; nemško Überwältiger) nasilnež, bedanec; ali
2. Polipem (grško Πολυπήμων, Polypḗmōn; nemško viel Elend) povzročitelj mnogih hudin, trinog, hudobnež; ali
3. Damast (grško Δαμαστής, Damastḗs; nemško viel Elend) hudodelec, zločinec, nevolja je nadimek, ki ga nosi eden od nasilnežev grške mitologije, najbolj znan pod imenom Prokrust. Bil je velikan, Pozejdonov sin in atiški cestni razbojnik na območju Elevzine.

## Zgodba
Prokrust je znana osebnost grške mitologije, ki je bil sicer junak, vendar v negativnem smislu. Njegova življenjska zgodba služi kot svarilni zgled vsem silakom, da naj svoje moči ne zlorabljajo na škodo drugih, ampak naj jo uporabljajo v svojo in tujo korist.
Prokrust je imel trdnjavo na gori Koridal v Erineju, na sveti poti med Atenami in Elevzino, ki danes tvori industrijsko predmestno občino v zahodni Atiki. Tam je imel posteljo, v katero je povabil vsakega mimoidočega na prenočišče; med spanjem se je prikradel in s svojim kovaškim kladivom gosta raztegnil, da bi se prilagodil dolžini ležišča. V kasnejših pripovedovanjih je Prokrust, če se je gost izkazal za previsokega, odsekal odvečno dolžino; če je bil gost prenizek, pa ga je Prokrust raztegoval, dokler ni umrl. V vseh pripovedih pa je rečeno, da se nihče in nikoli ni popolnoma prilegal postelji in da je na ta način prav nihče ni ušel okrutni smrti.
To podrobnost poročata oba Psevdo-Apolodora in Higin (Hyginus). "Pozneje so namreč tisti, ki niso brali o Prokrustu iz izvirnega besedila, začeli pripovedovati, da je Prokrust imel dve postelji: eno večjo in eno manjšo." Prokrust je nadaljeval svoje nasilniško in hudodelsko ravnanje, dokler ga ni ujel  Tezej, ki je potoval v Atene po sveti poti, in je tako „namestil“ Prokrusta na njegovo lastno posteljo. Pripoved se glasi takole:
 Damasta imenovanega Prokrust je ubil tako, da ga je prisilil, da se naj prilagodi svoji postelji na isti način, kot je on to počel s tujci. To je storil posnemajoč Herakleja; ta junak je namreč kaznoval tiste, ki so z nasiljem stregli po življenju drugemu, na isti način, kot so se oni zarotili, da bodo škodovali njemu.
Umor Prokrusta je bilo zadnje Tezejevo junaštvo na potovanju iz Trezene, ki se nahaja na severovzhodu polotoka Peloponeza v Pirejskem okraju jugozahodno od Aten, kamor je bil pravzaprav namenjen in je tja tudi srečno prispel.

## Nauk
Spomin nanj se danes ohranja v prefinjeni govorici skozi metaforični pomen Prokrustove postelje, ki pomeni shemo, v katero je nekaj umetno vsiljeno; bolj preprosto povedano po Prešernu: "Le čevlje sodi naj kopitar" - tj. - ne moremo vsega nategniti na isto kopito. Ljudem - tako posameznikom kot skupinam - je treba dovoliti in pustiti njihovo različnost.

### Književnost in film
V svetovni literaturi to temo obdeluje veliko književnih del, kakor tudi filmskih ustvarjalcev.
Prokrustova postelja je lahko sicer poljubno in dobro merilo, ki pa mu je vsiljena prenatančna skladnost.
- V Poejevi kriminalki  "Ukradeno pismo"[9] zasebni detektiv Dupin uporabi metaforo Prokrustove postelje, da bi opisal pretirano togo metodo pariške policije pri iskanju osumljencev.

## Povezane osebe

### Tezej
Tezej je mitološki starogrški junak, ki je premagal med drugim tudi Prokrusta. Tukaj so našteta oziroma naslikana njegova junaštva.
Tezejev krog dejanj; sredina: Minotaver; okrog, v smeri urinega kazalca od zgoraj: Kerkyon, Prokrust, Skiron, bik, Sinis, svinja. Atični rdečefiguralni kiliks, ok. 440-430 pr. n. št. Iz kraja Vulci. 

### Pozejdon
Pozejdon je bil v grški mitologiji bog morja. Rimljani so ga imenovali Neptun, Etruščani pa Netuns. Bil je sin Kronosa in Ree, njegova brata sta bila Zevs in Had, sestre pa Hera, Demetra in Hestija, ki jo je tudi snubil.
Imel je ogromno ljubimk in ljubimcev, npr. Afrodito, Geo, Meduzo in Pelopsa. Poročen je bil z Amfitrio.
Ustvaril je konje. Skupaj z Ateno sta ustvarila voz.
V Trojanski vojni se je boril na strani Grkov, ker pa je Odisej oslepil njegovega sina, kiklopa Polifema, mu je poskušal otežiti vrnitev domov.